# Мешаков, Илья Григорьевич
Илья Григорьевич Мешаков (1924—1971) — красноармеец Рабоче-крестьянской Красной Армии, участник Великой Отечественной войны, Герой Советского Союза (1944).

## Биография
Илья Мешаков родился 10 августа 1924 года в деревне Басурманы Чебоксарского уезда (ныне — Моргаушский район Чувашии). После окончания сельской школы работал в колхозе. В августе 1942 года Мешаков был призван Сундырским районным военным комиссариатом на службу в Рабоче-крестьянскую Красную армию.
К марту 1944 года красноармеец Илья Мешаков был автоматчиком роты автоматчиков 1292-го стрелкового полка 113-й стрелковой дивизии 57-й армии 3-го Украинского фронта. Отличился во время форсирования Южного Буга. В ночь с 24 на 25 марта 1944 года Мешаков в составе передовой группы переправился через реку в районе села Виноградный Сад Доманёвского района Николаевской области Украинской ССР и принял активное участие в боях за захват и удержание плацдарма на её западном берегу, отразив девять немецких контратак и лично уничтожив несколько вражеских солдат.
Указом Президиума Верховного Совета СССР от 3 июня 1944 года «за образцовое выполнение заданий командования и проявленные мужество и героизм в боях с немецкими захватчиками» красноармеец Илья Мешаков был удостоен высокого звания Героя Советского Союза с вручением ордена Ленина и медали «Золотая Звезда» за номером 5429.
Участвовал в Параде Победы. В 1945 году был демобилизован. Первоначально проживал и работал в городе Перово Московской области, там же окончил среднюю школу №2. 
Член ВКП(б) с 1946 года. Окончил Центральную комсомольскую школу при ЦК ВЛКСМ (Москва, 1951), после чего находился на партийной и комсомольской работе в Моргаушском районе: был секретарём Моргаушского райкома ВЛКСМ, заведующим отделом, секретарём Моргаушского райкома КПСС. 
В 1956 году заочно окончил Чувашский педагогический институт, получил специальность «Учитель русского языка и литературы», в 1954—1971 годах учитель Моргаушской средней школы, директор Ярабайкасинской 8-летней школы. Награждён знаком «Отличник народного просвещения РСФСР». 
Скоропостижно умер 12 октября 1971 года в деревне Ермаково Моргаушского района, похоронен в родной деревне Басурманы. 
Был награждён также орденом «Знак Почета» и рядом медалей. 

## Семья
Супруга: Мешакова Софья Ивановна (1926, Сидуккасы Моргаушский район — 2007, Ермаково) — учитель чувашского языка и литературы, работала  в Чуманкасинской, Москакасинской школах. В 1954—1976 годах работала в Ярабайкасинской 8-летней школе. Награждена нагрудными знаками «Отличник народного просвещения» и «За трудовое отличие».

## Память
- В честь И.Г. Мешакова названа улица в деревне Ермаково Моргаушского района.
- В д. Басурманы, на доме, где родился И.Г. Мешаков и в фойе Моргаушской средней школы, где работал учителем, установлены мемориальные доски Герою[1].
- Имя И.Г. Мешакова увековечено на стеле Аллеи героев (Моргауши)[1].

## Комментарии
1. ↑  В наградных документах ошибочно указаны фамилии Мешашиков, Меньшиков.